# Irrawadidelfin
Irrawadidelfin (Orcaella brevirostris) är en val som förekommer vid kustlinjerna och i floder i Sydöstasien. Djurets position i systematiken är omstridd. De flesta zoologer räknar arten till familjen delfiner.

## Kännetecken

Storleksjämförelse av medelstor människa och irrawadidelfin.

Valen når en kroppslängd mellan 2,3 och 2,7 meter samt en vikt upp till 190 kilogram. Huvudet är avrundat och nosen står inte ut som hos andra delfiner, utan påminner mer om vitvalens nos. Ryggfenan är trekantig, kort, och trubbig. Simfenorna är relativt långa och breda. Pannan är starkt markerad och indikerar ett välutvecklat ekolodssystem, vilket kan vara en följd av grumliga vetten i floder. Kroppsfärgen är grå i olika nyanser, och ofta något ljusare på buken än på ryggen. Irrawadidelfinen har 12–19 golf-pegg-liknande tänder på vardera sidor om käken.

## Utbredning och habitat
Trots att valen är uppkallad efter floden Irrawaddy och delvis lever i floder är den ingen floddelfin. De flesta populationerna lever längs kuster och simmar ibland upp en bit i angränsande floder. Det finns även populationer som hela livet lever i floder, till exempel i Mekong. Utbredningsområdet sträcker sig längs kusterna av Bangladesh, Myanmar, Thailand, Kambodja, Vietnam, Indonesien och Palawan. Populationen i Mekong når även upp till Laos.
Artens nära släkting som lever i Nya Guinea och norra Australien listas sedan 2005 som Orcaella heinsohni.

## Levnadssätt
Irrawadidelfin dyker bara korta tider. Den kommer ungefär en gång per minut upp till ytan för att andas. Vid dessa tillfällen är bara en del av huvudet och ryggen synlig. Den hoppar inte men följer ibland efter båtar. Födan utgörs huvudsakligen av kräftdjur som grävs ur bottensedimenten. Dessutom äter valen fiskar och bläckfiskar. Som andra delfiner lever arten i flockar av omkring 6 individer, men i vissa fall har grupper med 15 individer iakttagits. Å andra sidan iakttas ibland ensamma individer, huvudsakligen i floder.
Honor har förmåga att para sig vartannat år. Parningen sker mellan mars och juni och efter 14 månader dräktighet föds en unge. I fångenskap dokumenterades en nyfödd unge med en längd av 96 cm och en vikt av 12,5 kg. Ungen diar sin mor i två år men den börjar redan efter 6 månader med fast föda. Individerna blir uppskattningsvis efter 4 till 6 år könsmogna.

## Hot
Det är inte mycket känt om artens bestånd. I de flesta länder av utbredningsområdet är delfinen skyddad av lagen. Hotet utgörs av fiskenät där delfinen ofta fastnar. I några regioner blev den på så sätt nästan utrotad, till exempel i Mekongdeltat. Även den geografiskt isolerade populationen kring Palawan listas av Internationella naturvårdsunionen (IUCN) som sårbar (vulnerable). Även sedimentavlagring och ökad fartygstrafik bidrar till att populationen minskar ytterligare.

## Systematik
På grund av de påfallande likheterna med vitvalen räknades arten ibland till familjen vitvalar som annars förekommer i arktiska regioner. Andra zoologer betraktade valen som enda medlem i en egen familj, Oracellidae. Idag är de flesta forskare övertygade om att irrawadidelfinen tillhör familjen delfiner.
Relationen till andra delfiner är däremot oklar. På grund av nosens form antas att den är släkt med pilotvalar men enligt genetiska undersökningar står den närmare späckhuggaren.